# Salcea
Salcea és una ciutat del comtat de Suceava, a la regió de Moldàvia Occidental , al nord de Romania, amb una població de 9.015 habitants. Administra quatre pobles: Mereni, Plopeni, Prelipca i Văratec. Salcea va ser declarada ciutat el 2004.
La ciutat es troba a uns 9,5 quilòmetres a l'est de Suceava i és més coneguda per l'aeroport de Suceava situat a prop.